# Jorge Jesus
Jorge Fernando Pinheiro de Jesus (* 24. Juli 1954 in Amadora) ist ein ehemaliger portugiesischer Fußballspieler und heutiger -trainer. Er trainierte aktuell al-Nassr in Saudi-Arabien.

## Leben
Als Jugendlicher aktiv war Jorge Jesus bei CF Estrela Amadora und Sporting Lissabon, sodann meist als Mittelfeldspieler unter anderem bei SC Olhanense, Spanien, União Leiria, Vitória Setúbal, SC Farense und CF Estrela Amadora.
Seine größten Erfolge als Trainer erzielte er mit einer Pokalfinal-Teilnahme mit Belenenses Lissabon im Jahr 2007 – 0:1 gegen Sporting Lissabon – und 2008 dem Erreichen des Achtelfinals des UEFA-Cups mit Sporting Braga – 0:0, 0:1 gegen Paris Saint-Germain. Am Ende der Saison 2008/2009 wechselte er für 700.000 Euro zu Benfica Lissabon und feierte mit dem Rekordmeister 2010, 2014 und 2015 die Portugiesische Meisterschaft. Nachdem Jorge Jesus mit Benfica zweimal hintereinander die Meisterschaft gewonnen hatte, unterzeichnete er am 5. Juni 2015 einen Dreijahreskontrakt mit dem Stadtrivalen Sporting Lissabon. Einen direkten Trainerwechsel zwischen Benfica und Sporting hatte es bislang noch nie gegeben.
Nachdem Sporting Lissabon im Mai 2018 die Qualifikation für die Champions League verpasst hatte, wurde das Trainingsgelände und die Umkleidekabine des Klubs von gewalttätigen Anhängern gestürmt. Der Spieler Bas Dost erlitt eine Kopfverletzung. Daraufhin kündigte Jesus – neben den Spielern William Carvalho, Gelson Martins, Rui Patrício, Daniel Podence und Bas Dost – seinen Vertrag zum Saisonende, da „gültige Motive“ für eine einseitige Vertragsauflösung vorlägen. Bereits im Juni 2018 wurde Jesus neue Tätigkeit als Trainer in Saudi-Arabien bei al-Hilal bekannt. Obwohl Jesus mit dem Klub in 20 Spielen 16 Siege und nur eine Niederlage verbucht hatte, schied er am 30. Januar 2019 aus dem Amt aus, nachdem er sich mit dem Vorstand des Vereins in Vertragsfragen nicht einigen konnte.
Am 10. Juni 2019 wurde Jesus als neuer Trainer des brasilianischen Klubs Flamengo Rio de Janeiro vorgestellt. Der Kontrakt mit dem Klub erhielt eine Laufzeit über ein Jahr. Mit dem Verein konnte er am 23. November 2019 die Copa Libertadores 2019 gewinnen. Jesus wurde dabei für seinen Offensivfußball und seine systematische Trainerarbeit seitens der brasilianischen Presse äußerst gelobt. Einen Tag später fiel in der brasilianischen Meisterschaft 2019 die Vorentscheidung zugunsten von Flamengo und Jorge Jesus konnte auch diesen Titel feiern. Im Südsommer 2019/20 führte Jesus die Mannschaft zu weiteren anderen Titelsiegen. Danach kehrte er im August 2020 zu Benfica Lissabon zurück und leitete dessen Fußballabteilung nur bis zum Dezember 2021, aufgrund eines Zerwürfnisses mit einigen Fußballspielern des Vereins. Wobei Jesus in der Gruppenphase der UEFA Champions League 2021/22 Benfica in die K.-o.-Phase führte in einer Gruppe mit FC Bayern München, FC Barcelona und Dynamo Kiew.
Am 2. Juni 2022 wurde Jesus zur Saison 2022/23 als neuer Trainer des türkischen Erstligisten bzw. amtierenden türkischen Vizemeisters Fenerbahçe Istanbul verpflichtet.
Im Sommer 2023 kehrte er als Trainer zurück nach Saudi-Arabien zu al-Hilal. Nach dem Halbfinal-Aus in der asiatischen Champions-League wurde Jesus im Mai 2025 entlassen.
Jesus verblieb in Riad und übernahm Mitte Juli 2025 den Stadtrivalen al-Nassr.

## Erfolge
Sporting Braga
- UEFA Intertoto Cup: 2008

Benfica Lissabon
- Portugiesische Meisterschaft: 2009/10, 2013/14, 2014/15
- Taça de Portugal: 2013/14
- Taça da Liga: 2009/10, 2010/11, 2011/12, 2013/14, 2014/15
- Portugiesischer Supercup: 2014

Sporting Lissabon
- Portugiesischer Supercup: 2015
- Taça da Liga: 2017/18

Al Hilal
- Saudi-arabischer Meister: 2023/24
- Saudi-arabischer Pokalsieger: 2023/24
- Saudi-arabischer Supercup: 2018, 2023, 2024

Flamengo
- Copa Libertadores: 2019
- Campeonato Brasileiro: 2019[16]
- Supercopa do Brasil: 2020
- Taça Guanabara: 2020
- Recopa Sudamericana: 2020
- Staatsmeisterschaft von Rio de Janeiro: 2020[17]

Fenerbahce SK
- Türkischer Pokal: 2022/23

## Auszeichnungen
- Bester Trainer der Primeira Liga: 2013/14, 2014/15[18]
- Prêmio Craque do Brasileirão Bester Trainer: 2019[19]
- Bola de Prata (Premio Tele Santana): 2019[20]